# Stenagrion petermilleri
Stenagrion petermilleri là loài chuồn chuồn trong họ Coenagrionidae. Loài này được Hämäläinen miêu tả khoa học đầu tiên năm 1997.